# 職業訓練指導員 (さく井科)
職業訓練指導員 (さく井科)（しょくぎょうくんれんしどういん さくせいか）は、職業訓練指導員免許のうちの1つ。厚生労働省管轄。

## 受験資格
- 職業訓練指導員免許の受験資格と試験免除を参照。ウェルポイント施工技能士、さく井技能士の保有者など。

## 試験科目
学科試験
1. 指導方法（職業訓練原理、教科指導法、訓練生の心理、生活指導及び職業訓練関係法規）
2. 関連学科

- 系基礎学科
  - 土木工学（測量、応用力学、土質力学、製図）
  - 安全衛生（安全管理、衛生管理）
- 専攻学科
  - 地下水調査法（地質学、水理学、関係法規）
  - 施工法（掘さく法、検層法、仕上法、揚水試験法、掘さく機械）

実技試験
1. さく井施工